# NGC 1483
NGC 1483 је спирална галаксија у сазвежђу Часовник која се налази на NGC листи објеката дубоког неба.
Деклинација објекта је - 47° 28' 42" а ректасцензија 3h 52m 47,7s. Привидна величина (магнитуда) објекта NGC 1483 износи 12,3 а фотографска магнитуда 13,1. Налази се на удаљености од 12,5000 милиона парсека од Сунца. NGC 1483 је још познат и под ознакама ESO 201-7, IRAS 03512-4737, PGC 14022.